# أكاديمية الدوحة
أكاديمية الدوحة هي مدرسة يومية مستقلة مملوكة للقطاع الخاص في الدوحة، قطر. هي مفتوحة للطلاب الذين تتراوح أعمارهم بين 3-18 سنة أو رياض الأطفال حتى السنة 12 وتتبع المنهاج الوطني لإنجلترا. المدرسة تعد الطلاب لتقييم كامبريدج للتعليم الدولي في الصف 11 والتعليم والتميز في الصف 12.
أكاديمية الدوحة افتتحت في سبتمبر 2000. تتلقى المدرسة الدعم من قبل مركز الفالح للتدريب ومجلس إدارتها برئاسة عائشة بنت فالح آل ثاني عضو مجلس إدارة المجلس الأعلى للتعليم وروتا.
أكاديمية الدوحة هي مؤسسة إسلامية للتعليم ودمج المناهج الدراسية والدينية للطلاب للتعلم وتنمية القيم الإسلامية والعيش في وئام مع معتقداتهم الدينية في أي مجتمع.
يتم الفصل بين الفتيان والفتيات في الصفوف من السنة السادسة فصاعدا. تقدم المدرسة المناهج ومقرها بريطانيا جنبا إلى جنب مع التعاليم الإسلامية من مرحلة ما قبل المدرسة وحتى العام 13. المدرسة تجذب الطلاب من قطر ودول الشرق الأوسط وخارجه مثل إندونيسيا وماليزيا وأوروبا والولايات المتحدة وكندا وأستراليا مما يعكس التنوع داخل الأمة الإسلامية.
تنقسم أكاديمية الدوحة إلى خمسة أقسام وهي: مدرسة المعمورة الابتدائية ومدرسة المعمورة الثانوية للبنين ومدرسة المعمورة الثانوية للبنات ومدرسة سلوى الابتدائية وروضة الدوحة الدولية.

## المؤسسة
الدكتورة عائشة بنت فالح بن ناصر آل ثاني عضو مجلس التعليم العالي في قطر للفترة الثانية. المجلس الأعلى للتعليم هو أعلى سلطة تعليمية في قطر ويتم اختيار أعضائه من قطر والقادة الدوليين في الحكومة والأعمال التجارية والأوساط الأكاديمية.
هي رئيسة ومؤسسة مجموعة الفالح. تقع ثلاث مدارس بما في ذلك أكاديمية الدوحة تحت مظلة المجموعة. مركز الفالح للتدريب هو أيضا عضو في المجموعة. يقدم المركز دورات تدريبية للمعلمين. تنظم المجموعة كل عام مؤتمرا يتناول القضايا التعليمية.
كما أنها عضو في مجلس إدارة معهد الزيتونة وكلية الزيتونة في الولايات المتحدة. أسس المعهد الشيخ حمزة يوسف. هو معهد تعليمي مقره في هايوارد، كاليفورنيا.
بعد تخرجها من جامعة قطر بحصولها على بكالوريوس التربية في الأدب الإنجليزي فإنها سعت للحصول على درجة الماجستير في إدارة الأعمال من جامعة هل في المملكة المتحدة ثم حصلت على درجة الدكتوراه من كلية كاس للأعمال في المملكة المتحدة في مجال «حوكمة الشركات».
في عام 2013 حصلت عائشة بنت فالح بن ناصر آل ثاني على دكتوراه فخرية في إدارة الأعمال من جامعة بليموث.

## نموذج الأمم المتحدة
نموذج الأمم المتحدة هو مؤتمر دولي بين المدارس الثانوية العليا / الجامعات التي تسعى من خلال المناقشة والتفاوض لإيجاد حلول للمشاكل العالمية. تكرر المؤتمرات الأمم المتحدة نفسها وهي بذلك تسند إلى بلد يتعين عليها أن تعمل فيه كمندوب. يعكف نموذج الأمم المتحدة على أن يكون له أيضا أمين عام ومجلس أمن وجمعيات عامة ودول أعضاء.
شاركت أكاديمية الدوحة في مؤتمرات نموذج الأمم المتحدة بما في ذلك ثيمون وجامعة جورج تاون وأحد أكبر المؤتمرات الدولية ديامون في دبي.